# Alfred-Jean-Pierre Ronse
Pour les articles homonymes, voir Ronse (homonymie).
Alfred Ronse, né le 4 mars 1835 à Bruges et mort le 23 janvier 1914, est un échevin de Bruges, membre du conseil provincial de Flandre occidentale et député.

## Biographie
Alfred-Jean-Pierre Ronse est le fils de l'avocat brugeois Pierre Ronse (1800-1887), originaire de Torhout, et de Catherine Van de Steene (1806-1868), fille du notaire brugeois François Van de Steene et sœur de l'artiste peintre Auguste Van de Steene.
Il fait ses études secondaires au collège des jésuites de Tournai. Il termine les candidatures en philosophie et lettres à l'université de Louvain puis poursuit ses études à Paris et Bonn. 
Il est l'époux de Joséphine Liebaert (1849-1879) et le père d'Alfred Ronse junior (1876-1962), président du conseil provincial de Flandre-Occidentale, bourgmestre de Gistel et célèbre molinologue .

### Échevin de la ville de Bruges
Actif dans le parti catholique, Alfred Ronse est élu en 1872 membre du conseil communal de Bruges. En 1876, il devient échevin des travaux publics et conserve ce mandat jusqu'en 1903. Il est à l'origine du subside communal pour les « restaurations artistiques » grâce auquel 90 façades de maisons particulières ont été restaurées durant son mandat. Ce subside est encore d'application de nos jours. 
Il faisait partie d'un groupe d'amateurs d'art néo-gothique comprenant Charles Verschelde (1842-1881), James Weale (1832-1917), Adolphe Duclos (1841-1925) et a un lien très fort avec l'architecte de la ville Louis Delacenserie (1838-1909).
Il charge l'architecte Hermann-Josef Stübben de concevoir le nouveau quartier dit du Christ-Roi et surnommé le Stübbenkwartier. 
Il travaille en étroite collaboration avec le bourgmestre Amédée Visart de Bocarmé avec lequel il est l'un des protagonistes du projet Bruges-Port de mer.
A l'occasion de sa démission comme échevin en 1903, il reçoit un luxueux album de photos, l'Album Ronse, illustrant les façades et les bâtiments de Bruges restaurés pendant son mandat .

### Député
En 1880, il est élu membre du conseil provincial de Flandre occidentale. Il quitte ses fonctions de conseiller provincial en 1884 pour devenir député de l'arrondissement de Bruges. Au parlement, il défend le projet Bruges-Port de mer ainsi que les intérêts du monde agricole.
Il démissionne de son poste de député en 1900.

### Fonctions diverses
En tant que mandataire public, Alfred Ronse fut membre de nombreuses associations d'intérêt public et privé comme l'Association des propriétaires et cultivateurs, la Société archéologique de Bruges, la Guilde de Saint-Sébastien, le cercle catholique Concorde, les wateringues Groote Westwatering et Gistel over de Waere, la Société d'émulation pour l'histoire et les antiquités de Bruges et de la Flandre-Occidentale auprès de laquelle il publia plusieurs articles.

## Publications
- Alfred-Jean-Pierre Ronse, « La Bataille d'Axpoele (commune de Ruysselede) livrée le jeudi 21 juin 1128 entre l'armée de Thierry d'Alsace et celle de Guillaume de Normandie, deux prétendants à la succession de Charles-le-Bon », Annales de la Société d'émulation, vol. 9,‎ 1874, p. 329-349 ().
- Alfred-Jean-Pierre Ronse, Le pays de Lourdes: souvenirs de voyage, Bruges, Gailliard, 1874.
- Alfred-Jean-Pierre Ronse, Les ports belges. Recherches historiques relatives à nos communications avec la mer, Bruges, Gailliard, 1874.
- Alfred-Jean-Pierre Ronse, « Un livre de raison d'une famille flamande (1569-1599) », Annales de la Société d'émulation, vol. 40,‎ 1890, p. 65-90 ().
- Alfred-Jean-Pierre Ronse, « Où Memlinc est-il né? », Annales de la Société d'émulation, vol. 41,‎ 1891, p. 111-133 ().
- Alfred-Jean-Pierre Ronse, « Éphémérides brugeoises (XVIIIe siècle): Jaerboek van Buyck », Annales de la Société d'émulation, vol. 48,‎ 1898.
- Alfred-Jean-Pierre Ronse, « Pierre Pourbus. Quel est le véritable nom de la famille de Pierre Pourbus? », Annales de la Société d'émulation, vol. 50,‎ 1900, p. 289-294.